# ريان نورمان
ريان نورمان (بالإنجليزية: Ryan Norman)‏ هو سائق سيارة سباق أمريكي، ولد في 19 مارس 1998 في اورورا في الولايات المتحدة.